# Świba (przystanek kolejowy)
Świba – przystanek kolejowy w Świbie, w województwie wielkopolskim, w Polsce.  Przystanek na linii kolejowej nr 181 z Wielunia Dąbrowy do Kępna.

## Ruch pasażerski
| Rok  | Wymiana pasażerska na dobę |
| ---- | -------------------------- |
| 2017 | –                          |
| 2022 | 0-9                        |